# Hemiaspidius mediata
Hemiaspidius mediata är en skalbaggsart som beskrevs av John Obadiah Westwood 1874. Hemiaspidius mediata ingår i släktet Hemiaspidius och familjen Cetoniidae. Inga underarter finns listade i Catalogue of Life.